# Daphniphyllum neilgherrense
Daphniphyllum neilgherrense är en tvåhjärtbladig växtart som först beskrevs av Robert Wight, och fick sitt nu gällande namn av K.Rosenthal. Daphniphyllum neilgherrense ingår i släktet Daphniphyllum och familjen Daphniphyllaceae. Inga underarter finns listade i Catalogue of Life.